# Cremastus protuberans
Cremastus protuberans là một loài tò vò trong họ Ichneumonidae.